# 唐津街道
唐津街道（からつかいどう）は古代の九州北部の玄界灘沿岸の要路で、江戸時代にも整備された街道の一つ。長崎街道の起点でもある小倉から、博多等を経由し肥前国松浦郡唐津（現佐賀県唐津市）、またさらに肥前国松浦郡の平戸に至り、平戸往還に接続する。
起点については、大里（豊前国企救郡、現福岡県北九州市門司区）、小倉（豊前国企救郡、現北九州市小倉北区）、若松（筑前国遠賀郡、現北九州市若松区）、木屋瀬（筑前国鞍手郡、現北九州市八幡西区）など。

## 概要
長崎街道の脇街道としての役割のほか、沿線の福岡藩（黒田氏）、唐津藩（小笠原氏ほか）の参勤交代にも使用された。
主な経由地は、大里（内裏）- 小倉 - 若松 - 芦屋 - 糠塚 - 赤間 - 原町 - 畦町 - 青柳 - 箱崎（筥崎）- 博多 - 福岡 - 姪浜 - 今宿 - 前原 - 深江 - 浜崎 - 唐津（名護屋城）。唐津から先の、伊万里 - 松浦 - 平戸口 - 平戸（日の浦）までの街道も、併せて唐津街道とされることが多い。
支線として、赤間 - 新延六反田 - 木屋瀬（長崎街道に接続）。

## 宿場
カッコ内は現在の市区町村。
- 大里（内裏）
- 小倉
- 若松
- 芦屋:筑前国遠賀郡（福岡県遠賀郡芦屋町）
- 赤間:筑前国宗像郡（福岡県宗像市）
- 畦町:筑前国宗像郡（福岡県福津市）
- 青柳:筑前国糟屋郡（福岡県古賀市）
- 箱崎:筑前国糟屋郡（福岡県福岡市東区）
- 博多:筑前国那珂郡（福岡県福岡市博多区）
- 那珂:筑前国那珂郡（福岡県福岡市中央区）
- 姪浜:筑前国早良郡（福岡県福岡市西区）
- 今宿:筑前国志摩郡（福岡県福岡市西区）
- 前原:筑前国志摩郡（福岡県糸島市）
- 深江:筑前国怡土郡（福岡県糸島市二丈深江）
- 浜崎:肥前国松浦郡（佐賀県唐津市浜玉町浜崎）
- 唐津 - 1586年九州平定時には島津の攻撃を逃れた。1602年唐津城。
- 伊万里
- 松浦
- 平戸口
- 平戸（長崎県） - 平戸港。1599年平戸城、1609年平戸オランダ商館が設置された貿易港（商館はのち出島に移転）。

## 接続する街道
- 長崎街道

概要: 小倉から分岐し、筑前六宿を経由して長崎まで。
- 日田街道

概要: 箱崎から大宰府、二日市、山家宿（長崎街道）経由で日田方面。
- 篠栗街道

概要: 箱崎から金出、飯塚（長崎街道）。
- 平戸街道

概要: 唐津から彼杵まで。約60キロメートル。唐津から平戸までの路は唐津街道と見る場合もある。
経由地: 唐津 - 伊万里 - 松浦 - 平戸口 - 平戸（日の浦）- - 彼杵宿（長崎街道）
- 太閤道

概要: 唐津から名護屋城まで。約16キロメートル。豊臣秀吉の文禄の役以前からある。1586年名護屋城。

## 関連文献
- 丸山雍成「唐津街道と耳塚・鼻切り : 朝鮮侵略への道」『交通史研究』第46巻、交通史学会、1-20頁、doi:10.20712/kotsushi.46.0_1。
- 福岡市『古代から人々の往来を支えた唐津街道』
- アクロス福岡『街道と宿場町』